# Zef Gashi
Zef Gashi SDB, (ponegdje Josip Zef Gashi) (Pešter/Brus kod Lipljana, Priština, 4. prosinca 1938.) je umirovljeni barski nadbiskup. Kao nadbiskup u Baru djelovao od 1998. kada ga je na tu službu imenovao sveti papa Ivan Pavao II., a 5. travnja 2016. papa Franjo prihvatio je njegovu ostavku zbog navršene kanonske dobi i za njegova nasljednika imenovao msgr. Rroka Gjonlleshaja.
Nakon završetka osnovne škole 1955., pohađao je klasičnu gimnaziju u Zagrebu i Rijeci, nakon toga završio je filozofiju u Ljubljani i teologiju u Zagrebu. Primio je svećeničko ređenje 29. lipnja 1969. u Zagrebu; zatim od 1970. do 1992. službuje u Prištini. Bio je ravnatelj Albanskoga katehetskoga instituta u Skadru (1992. – 1998.). Prije imenovanja nadbiskupom (19. rujna 1998.), bio je članom Salezijanske družbe Sv. Ivana Bosca u Rimu, Slovenska provincija sa sjedištem u Ljubljani.